# Zwitserland op het Eurovisiesongfestival 2012
Zwitserland nam deel aan het  Eurovisiesongfestival 2012 in Bakoe, Azerbeidzjan. Het was de 53ste deelname van het land op het Eurovisiesongfestival. SRG SSR was verantwoordelijk voor de Zwitserse bijdrage voor de editie van 2012.

## Selectieprocedure
De Zwitsers maakten tijdens de finaleweek van het Eurovisiesongfestival 2011 in Düsseldorf hun plannen voor 2012 al bekend. De datum van de finale (10 december) en de methode (selectie via internet, gevolgd door een tv-uitzending) stonden al vast. De Zwitserse omroepen maakten ook bekend dat er 14 finalisten zouden worden gekozen voor de nationale finale.
Zes daarvan werden via een internetselectie gekozen. Daarnaast kwamen er drie kandidaten van radiozender DRS3, drie van de Franstalige omroep RTS en twee van de Italiaanstalige omroep RSI.
De inschrijvingen voor de internetselectie begonnen op 1 september en duurden een maand. In de tweede helft van oktober kon er vervolgens worden gestemd. Ook een vakjury stemde mee voor 50% van de punten. Nummers mochten niet korter zijn dan 2 minuut 55 en niet langer dan 3 minuten. Tijdens de finale zouden de 14 finalisten echter niet deze 3 minutenversie zingen, maar een ingekorte versie van 2 minuten. Via televoting werd de winnaar gekozen. 

### SF-selectie
De zender SF selecteerde zes finalisten. Kandidaten konden hun inzendingen inzenden van 1 tot 30 september 2011. Op 30 september maakte de omroep bekend dat er 221 inzendingen waren ontvangen. Onder de inzenders waren onder andere Lys Assia, winnares van het eerste Eurovisiesongfestival in 1956, de Deense travestietenact DQ die in 2007 voor Denemarken aan het songfestival deelnam, Zazou Mall en Ultra Naté. Een mix van internetstemming en een professionele jury kozen de zes acts die doorgingen naar de nationale finale op 10 december.
| Artiest       | Lied                  |
| ------------- | --------------------- |
| Lys Assia     | "C'était ma vie"      |
| Emel          | "She"                 |
| Ivo           | "Peace & Freedom"     |
| I Quattro     | "Fragile"             |
| Raphael Jeger | "The Song In My Head" |
| Macy          | "Shining"             |

### DRS 3-selectie
De zender DRS 3 koos drie inzendingen via een interne selectie. Op 13 oktober maakte DRS 3 de drie winnaars bekend die namens de zender deel zouden nemen aan de nationale finale. Oorspronkelijk was ook Sara McLoud met het nummer Lost geselecteerd. Ze werd echter gediskwalificeerd aangezien ze al een akoestische versie had uitgebracht in 2009. Zij werd vervangen door Atomic Angels.
| Artiest                            | Lied             |
| ---------------------------------- | ---------------- |
| Guillermo Sorya                    | "Baby Baby Baby" |
| Patric Scott feat. Fabienne Louves | "Real Love"      |
| Atomic Angels                      | "Black Symphony" |

### RSI-selectie
De omroep RSI hield een eigen regionale finale op 8 november die ook live op tv en radio werd uitgezonden. Uit de 22 inzendingen had de omroep er alvast vijf geselecteerd. De overige 16 waren overgeleverd aan de internetstemmers. Twee van hen mochten ook door naar de finale. Op 8 november werden vervolgens de twee met de meeste stemmen doorgestuurd naar de nationale finale op 10 december.  Onder de kandidaten zat Barbara Berta, die in 1997 Zwitserland vertegenwoordigde in Dublin. 
| Artiest        | Lied              | Gekwalificeerd |
| -------------- | ----------------- | -------------- |
| Gianluca Solci | "Giro intorno"    | nee            |
| Rossella       | "Here I Am"       | nee            |
| Scilla         | "Masquerade"      | nee            |
| Sinplus        | "Unbreakable"     | ja             |
| Vittoria Hyde  | "It's Your Love"  | nee            |
| Chiara Dubey   | "Anima Nuova"     | ja             |
| Laetitia       | "The Big Picture" | nee            |

### RTS-selectie
RTS koos drie finalisten. Inzendingen konden tot 30 september 2011 worden ingezonden. De omroep ontving uiteindelijk 27 nummers. Een jury koos 10 nummers. Deze 10 nummers waren op tv en radio te horen van 20 tot 30 oktober 2011. De drie finalisten werden uiteindelijk gekozen via een mix van jury- en internetstemming. Opvallend is dat de uiteindelijke winnaars van de nationale finale Sinplus zowel mededen aan de RTS-selectie en de RSI-selectie maar in de RTS-selectie waren ze geen eens gekwalificeerd voor de nationale finale.
| Artiest                      | Lied                                   | Gekwalificeerd |
| ---------------------------- | -------------------------------------- | -------------- |
| ADN 2.0                      | "Dark light"                           | nee            |
| Katherine St-Laurent         | "Wrong to let you go"                  | ja             |
| Marie-Élaine & Étienne       | "Demande-moi"                          | nee            |
| Romanz                       | "For you (I'll build Rome in one day)" | nee            |
| Sinplus                      | "Unbreakable"                          | nee            |
| Sosofluo                     | "Quand je ferme les yeux"              | ja             |
| The Kompozit                 | "Le faim du monde"                     | nee            |
| Valentine de Rham            | "It doesn't have to rain today"        | nee            |
| Vartoch' et les Aliens       | "Boum sur saturne"                     | nee            |
| Ze Flying Zézettes Orchestra | "L'autre"                              | ja             |

## Die grosse Entscheidungs Show 2011

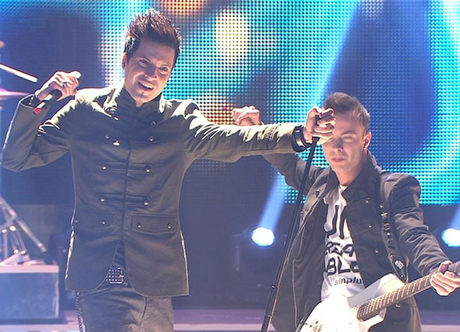
Het optreden van Sinplus tijdens de nationale finale.

De nationale finale werd gehouden 10 december 2011 in de Bodensee Arena, in Kreuzlingen. Het duo Sinplus won en zal Zwitserland vertegenwoordigen op het Eurovisiesongfestival 2012. Ze wonnen de nationale finale met het nummer Unbreakable. Chiara Dubey en Ivo maakten het podium compleet.
| Artiest                            | Lied                      | Resultaat     | Omroep |
| ---------------------------------- | ------------------------- | ------------- | ------ |
| Guillermo Sorya                    | "Baby Baby Baby"          | 12de (1,19%)  | DRS 3  |
| Patric Scott feat. Fabienne Louves | "Real Love"               | 6de (9,81%)   | DRS 3  |
| Atomic Angels                      | "Black Symphony"          | 10de (2,36%)  | DRS 3  |
| Katherine St-Laurent               | "Wrong to let you go"     | 5e (9,91%)    | RTS    |
| Sosofluo                           | "Quand je ferme les yeux" | 14de (1,08%)  | RTS    |
| Ze Flying Zézettes Orchestra       | "L'autre"                 | 13de (1,17%)  | RTS    |
| Sinplus                            | "Unbreakable"             | 1ste (17,87%) | RSI    |
| Chiara Dubey                       | "Anima nuova"             | 3de (13,82%)  | RSI    |
| Lys Assia                          | "C'était ma vie"          | 8ste (5,46%)  | SF     |
| Emel                               | "She"                     | 11de (1,3%)   | SF     |
| Ivo                                | "Peace & Freedom"         | 2de (16,02%)  | SF     |
| I Quattro                          | "Fragile"                 | 4de (10,56%)  | SF     |
| Raphael Jeger                      | "The Song In My Head"     | 7de (5,96%)   | SF     |
| Macy                               | "Shining"                 | 9de (3,49%)   | SF     |

## In Bakoe
In Bakoe trad Zwitserland aan in de eerste halve finale, op dinsdag 22 mei. Het werd daar elfde. 